# نورث امریکن ای-۲۷
نورث امریکن ای-۲۷ (به انگلیسی: North American A-27) یک هواپیمای ساختِ کارخانهٔ نورث امریکن اوییشن در کشور ایالات متحده آمریکا است. نخستین استفاده‌کنندهٔ این هواپیما تفنگداران هوایی ارتش ایالات متحده آمریکا بوده‌است.